# Zelandobius childi
Zelandobius childi är en bäcksländeart som beskrevs av Mclellan 1993. Zelandobius childi ingår i släktet Zelandobius och familjen Gripopterygidae. Inga underarter finns listade i Catalogue of Life.